# Пила Василь Іванович
Пила Василь Іванович (13 січня 1932 — 20 жовтня 2023) — український економіст, доктор економічних наук, професор, заслужений діяч науки і техніки.

### Біографія
Народився 13 січня 1932 р. Батько Пили Василя Івановича — Іван Денисович та матір — Євдокія Кузьмінічна — були робочими.
Навчався у середній школі № 4, яку закінчив у 1949 р.
Вступив у м. Києві до Лісогосподарського інституту на лісогосподарський факультет, який готував інженерів лісового господарства. Після завершення навчання в Української сільськогосподарської академії у 1955 р. був направлений на роботу в  Івдельський район Свердловської області, де з серпня 1955 р. впродовж 6 років працював інженером, старшим інженером, начальником виробничо-технічного відділу та головним інженером.
У 1961 р. повернувся до м. Києва. Працював старшим інженером контрольно-бракеражного відділу, старшим інженером відділу виробів деревообробки Укрголовлісозбуту Українського раднаргоспу. У  1963 р. запрошений на роботу до  Планової комісії  Південно-Західного економічного району Української РСР на посаду старшого економіста групи будівельних матеріалів та деревообробної промисловості  (м. Київ). Займався підготовкою матеріалів щодо перспектив розвитку лісової і деревообробної промисловості, здійснював моніторинг продуктивних сил Закарпатської області та розробляв пропозиції з удосконалення управління регіоном.
У 1965 р. вступив до аспірантури Ради по вивченню продуктивних сил при Держплані СРСР (м. Москва), де підготував дисертацію на тему «Ефективність розвитку та розміщення лісової промисловості Південно-Західного економічного району», яку успішно захистив 11 березня 1970 р.  на засіданні Спеціалізованої вченої ради, здобувши науковий ступінь кандидата економічних наук.
Короткий час (з грудня 1969 р. по липень 1970 р.) працював начальником сектору Всесоюзного науково-дослідного інституту електропобутових машин і приладів (м. Київ).
Далі творчий та професійний шлях Пили В. І. був нерозривно пов'язаний із Науково-дослідним економічним інститутом Держплану / Мінекономрозвитку України (НДЕІ), де він з 1970 р. працював на посадах старшого наукового співробітника відділу економічних проблем лісової і деревообробної промисловості, вченого секретаря інституту, завідувача відділу проблем територіального планування та відділу проблем регіональної економіки, заступника директора з наукової роботи.
У 1978 р. за рішенням Вченої ради Науково-дослідного економічного інституту отримав наукове звання старшого наукового співробітника зі спеціальності «Економіка районів, розміщення продуктивних сил СРСР та зарубіжних країн».
Написав та у травні 1987 р.  на засіданні Спеціалізованої вченої ради НДЕІ захистив дисертацію на здобуття наукового ступеня доктора економічних наук на тему «Програмно-цільове планування міжгалузевого промислового комплексу».
У  лютому 1994 р. рішенням Вченої Ради НДЕІ Пилі В. І. присвоєно вчене звання професора зі спеціальності «Економіка, планування, організація управління народним господарством та його галузями».
У період 2009—2011 рр. був директором Інституту міжнародної економіки та інформаційних технологій ім. Святої Великої княгині Ольги Міжрегіональної академії управління персоналом (м. Київ).
З січня 2012 р. завідувач кафедри державного управління та місцевого самоврядування Хмельницького університету управління та права, з квітня 2015 р. — професор кафедри публічного управління та адміністрування цього університету.
З дитинства займався спортом. У шкільні роки виступав за збірну команду м. Чернігова з баскетболу, яка у 1948 р. зайняла перше місце у обласній першості. Під час навчання в інституті очолював першу чоловічу команду з баскетболу (1950—1955 рр.). Одночасно з цим виступав у складі баскетбольної команди «Локомотив» (Київ), а пізніше — у складі «Динамо» (Київ). У 1980-х роках створив та очолював аматорську команду з баскетболу Науково-дослідного економічного інституту, яка брала участь у турнірах м. Києва.  
Під безпосереднім керівництвом Пили Василя Івановича розроблено більше двадцяти нормативно-правових актів з питань економічного і соціального розвитку України та її регіонів, виконано понад 70 наукових досліджень.  
Бере активну участь у підготовці кадрів вищої кваліфікації, здійснює наукове керівництво аспірантами і здобувачами наукового ступеня, консультує докторантів. Створив власну наукову школу: підготував двох докторів та 19 кандидатів економічних наук з проблем управління національним господарством, розвитку продуктивних сил і регіональної економіки.
Член редакційних колегій наукових періодичних фахових видань України: часопис Хмельницького університету управління та права «Університетські наукові записки»та «Формування ринкових відносин в Україні».
Член спеціалізованих вчених рад по захисту дисертацій на здобуття наукового ступеня кандидата і доктора економічних наук (К 70.895.01; Д 26.142.03).
Тривалий час працював експертом Вищої атестаційної комісії України та МОН України.
Автор біля 200 наукових праць в галузі економіки лісового господарства, програмно-цільового планування, розміщення продуктивних сил, регіонального розвитку та регулювання економіки.
13 січня 2022 року відмітив 90-річний ювілей, до якого була приурочена V міжнародна науково-практична конференція «Стратегічні напрями соціально-економічного розвитку держави  в умовах глобалізації», що відбулась 21-22 січня 2022 року у Хмельницькому університеті управління та права.
20 жовтня 2023 року Пила Василь Іванович пішов з життя.

### Публікації
1. Розвиток лісопереробної промисловості на основі комплексного використання деревини / Василь Іванович Пила. — К. : Техніка, 1973. — 152 с.
2. Справочные материалы по лесным ресурсам и размещению лесной промышленности Украинской ССР [Архівовано 13 січня 2017 у Wayback Machine.] / В. И. Пила, П. В. Васильев. — М. : СОПС при Госплане СССР, 1973. — 168 с.
3. Перспективы социально-экономического развития УССР (прогноз на 1976—1990 гг.) / В. И. Пила, В. П. Анисимов, И. В. Безуглов, А. М. Бойченко и др. — К. : Госплан УССР, 1973. — 513 с.
4. Экономика Советской Украины 1945—1975 гг. / В. И. Пила, А. С. Емельянов, Г. Е. Колесник. — К. : Вища школа, 1975. — 407 с.
5. Проблемы развития и размещения производительных сил Юго-Западного экономического района / В. И. Пила, М. М. Паламарчук, Д. Н. Стеченко. — М. : Мысль, 1976 [Архівовано 13 січня 2017 у Wayback Machine.]. — 262 с.
6. Региональные проблемы развития промышленности. Промышленность в условиях развитого социализма (на примере Украинской ССР) / В. И. Пила, В. А. Поповкин. — К. : Наукова думка, 1981. — 342 с.
7. Методические указания к составлению плана комплексного экономического и социального развития области / В. И. Пила, В. Алексейчук, П. В. Волобой, В. И. Гулей и др. — К. : УкрНИИНТИ Госплана УССР, 1982. — 256 с.
8. Методические указания к разработке плана комплексного экономического и социального развития административного района и города / В. И. Пила, Е. Д. Клименко, Л. М. Мушкетик, П. Р. Любенок и др. — К. : Укрниинти Госплана УССР, 1982. — 200 с.
9. Лесная, деревообрабатывающая и целлюлозно-бумажная промышленность. Плановое управление экономикой развитого социализма, т. V / В. И. Пила, В. М. Кучерук. — К. : «Наукова думка», 1986. — 303 с.
10. Программно-целевое планирование промышленного комплекса [Архівовано 13 січня 2017 у Wayback Machine.] /В. И. Пила. — К.: «Вища школа», 1989. — 120 с.
11. Программно-целевое планирование межотраслевого лесопромышленного комплекса [Архівовано 13 січня 2017 у Wayback Machine.] / В. И. Пила. — К.: «Наукова думка», 1990. — 208 с.
12. Методичні рекомендації по розробці основних показників програми соціально-економічного розвитку регіону / Мінекономіки України / В. І. Пила та ін. — НДЕІ Мінекономіки України. — К., 1997. — 160 c.
13. Методичні рекомендації з розробки програми соціально-економічного розвитку регіону. — (Схвалені рішенням комісії Мінекономіки від 12.11.97 p.). — НДЕІ Мінекономіки України. — К., 1997. -157 с.
14. Спеціальні (вільні) економічні зони: теорія та практика : [навчальний посібник] / В. І. Пила, О. С. Чмир. – Київ : Київ. держ. торг.-екон. ун-т, 1998. – 328 с.
15. Методичні рекомендації з розробки програм соціально-економічного і культурного розвитку міста та адміністративного району / В. І. Пила, О. С. Чмир та ін. — К. : НДЕІ Мінекономіки України. — 1999. — 80 с.
16. Особливі територіально-господарські утворення: СЕЗ і ТПР : [навчальний посібник] / В. І. Пила, О. С. Чмир. – Хмельницький: ХІУП, 2000.– 312 с.
17. Правові та практичні аспекти державних закупівель: методичний посібник / В. І. Пила, В. М. Колотій та ін. — Науково-дослідний економічний інститут Мінекономіки України; Міністерство економіки та з питань європейської інтеграції. — К., 2003. — 233 с.
18. Регулювання правовідносин у сфері державних закупівель в ЄС та Україні : [монографія] / В. І. Пила, В. Колотій, О. Шатковський, С. Яременко. – К. : Міністерство юстиції, Центр європейського та порівняльного права, 2005. – 764 с.
19. Сучасна регіональна політика і транскордонне співробітництво / В. І. Пила, О. С. Чмир, О. А. Гарасюк, Т. В. Терещенко // Під наук. ред. В. І. Пили. — Хмельницький: Вид-во ХУУП, 2006. — 412 с.
20. Вітчизняна практика та світовий досвід СЕЗ і ТПР: колективна монографія за ред. О. С. Чмир / В. І. Пила, О. С. Чмир, В. Г. Панченко, Ю. В. Гусєв. — Дніпропетровськ: Постер-принт, 2013. — 251 с.
21. Інші публікації [Архівовано 4 січня 2017 у Wayback Machine.] (статті, збірники, тематичні видання, доповіді).

## Нагороди
- 1982 р. Медаль  «У пам'ять 1500-річчя Києва»;
- 1984 р. Медаль «Ветеран праці» за довголітню сумлінну роботу;

- 1986 р.    Орден «Знак пошани»;

- 2000 р. Нагрудний знак Міністерства економіки України «За сумлінну працю [Архівовано 3 січня 2017 у Wayback Machine.]» III ступеня;
- 2002 р.    Нагрудний знак Міністерства економіки України «За сумлінну працю [Архівовано 3 січня 2017 у Wayback Machine.]» ІІ ступеня;
- 2005 р.    Грамота Хмельницької обласної ради за багаторічну і плідну роботу по підготовці спеціалістів юристів та управлінців;
- 2006 р.    Нагрудний знак Міністерства освіти і науки України «Петро Могила [Архівовано 3 січня 2017 у Wayback Machine.]» за розвиток вищої освіти і науки України;
- 2007 р.    Диплом з нагоди 15-ї річниці заснування Хмельницького університету управління та права  за вагомий внесок  у становлення і розвиток університету;
- 2008 р.    Почесний знак Науково-дослідного економічного інституту Міністерства економіки України  «За внесок в економічну науку»;
- 2012 р.    Нагрудний знак Міністерства економіки України «За сумлінну працю [Архівовано 3 січня 2017 у Wayback Machine.]» І ступеня" за багаторічну активну діяльність;
- 2012 р. Подяка Прем'єр-міністра України [Архівовано 7 січня 2017 у Wayback Machine.] за багаторічну сумлінну працю, зразкове виконання службових обов'язків, високий професіоналізм;
- 2012 р.    Почесна грамота Міністерства регіонального розвитку, будівництва та житлово-комунального господарства за багаторічну сумлінну працю, високий професіоналізм, вагомий особистий внесок у розвиток теорії та практики розміщення продуктивних сил;
- 2012 р. Грамота Хмельницької обласної ради за багаторічну науково-педагогічну діяльність, вагомий особистий внесок у створення та розвиток Хмельницького університету управління та права;
- 2017 р. Грамота Хмельницької обласної ради за багаторічну сумлінну працю, вагомий особистий внесок у підготовку висококваліфікованих фахівців, плідну науково-педагогічну діяльність, впровадження сучасних методів навчання і виховання молоді;
- 2017 р. Грамота Хмельницької обласної державної адміністрації за багаторічну сумлінну працю, високий професіоналізм, вагомий особистий внесок у підготовку кваліфікованих фахівців і наукових кадрів та з нагоди 25-річчя від дня заснування Хмельницького університету управління та права;
- 2017 р. Подяка Прем'єр-міністра України [Архівовано 3 грудня 2017 у Wayback Machine.] за багаторічну сумлінну працю, особистий внесок у підготовку висококваліфікованих фахівців, високий професіоналізм та значні трудові досягнення;
- 2021 р. Указом Президента України [Архівовано 29 червня 2021 у Wayback Machine.] присвоєне почесне звання «Заслужений діяч науки і техніки»[12];
- 2022 р. Грамота Хмельницької обласної ради.

## Спеціальні видання
- З нагоди ювілею Пили В. І. у Хмельницькому університеті управління та права було видано Біографію і бібліографію: Василь Іванович Пила. До 80-річчя від дня народження та 45-річчя науково-педагогічної та громадської діяльності): довідково-біографічне видання / Упорядники Н. П. Захаркевич, Л. Л. Місінкевич. — Хмельницький: Видавництво  ВИС, 2012. — 70с.[2] [Архівовано 24 вересня 2017 у Wayback Machine.]
- До 85-річчя від дня народження і 50-річчя науково-педагогічної та громадської діяльності Пили В. І. було видано спеціальний випуск часопису Хмельницького університету управління та права «Університетські наукові записки». — 2017. — № 1 (61). — URL: http://www.irbis-nbuv.gov.ua/cgi-bin/irbis_nbuv/cgiirbis_64.exe?Z21ID=&I21DBN=UJRN&P21DBN=UJRN&S21STN=1&S21REF=10&S21FMT=njuu_all&C21COM=S&S21CNR=20&S21P01=0&S21P02=0&S21COLORTERMS=0&S21P03=I=&S21STR=Ж23990%2F2017%2F1
- До 90-річчя від дня народження Пили В. І. було видано спеціальний випуск часопису Хмельницького університету управління та права «Університетські наукові записки». — 2022. — № 1-2 (85-86). — URL: https://unz.univer.km.ua/issue/view/85-86

- Стратегічні напрями соціально-економічного розвитку держави в умовах глобалізації,  21-22 січня 2022 р.: Матеріали V Міжнародної науково-практичної конференції, приуроченої до 90-річного ювілею доктора економічних наук, професора, заслуженого діяча науки і техніки України ПИЛИ Василя Івановича. Хмельницький: Хмельницький університет управління та права імені Леоніда Юзькова, 2022. 291 с. Online-видання. https://www.doi.org/10.37491/978-617-7572-53-3
- Стратегічні напрями соціально-економічного розвитку держави в умовах глобалізації,  16 січня 2025 р.: Матеріали VІ Міжнародної науково-практичної конференції, присвяченої пам’яті доктора економічних наук, професора, заслуженого діяча науки і техніки України ПИЛИ Василя Івановича. Хмельницький: Хмельницький університет управління та права імені Леоніда Юзькова, 2025. 300 с. Online-видання. http://doi.org/10.37491/978-617-7572-88-5. - URL: https://surl.gd/gbibdj
- До 25-річчя Хмельницького університету управління та права[13]
- З теплими спогадами… https://univer.km.ua/news/z-teplymy-spohadamy-u-svitlu-vichnist